# 우메소노촌
우메소노촌(梅園村)은 사이타마현 이루마군에 존재했던 촌이다. 

## 지리
- 현재의 오고세정 서부에 위치한 정이며. 오고세강의 최상류 계곡에 인접한 마을이다.

## 역사
- 1889년 4월 1일 - 정촌제 시행에 의해 8촌이 합병해 이루마군 우메소노촌이 성립하였다.
- 1955년 2월 11일 - 오고세정에 편입되었다.